# Venjansmål
Venjansmål ist eine nordische sprachliche Varietät, die in der Siedlung (Tätort) Venjan gesprochen wird. Venjan liegt im westlichen Gebiet der Gemeinde Mora, die im nördlichen Teil der historischen Provinz Dalarna liegt. 

## Geschichte
Anwohner der Dörfer Vinäs und Vika im westlichen Mora betrieben lange Fischerei und Heuernte im Gebiet um den See Venjanssjön (ca. 40 km westlich von Mora). Zu Beginn des 16. Jh. ließen sich einige von ihnen dauerhaft nieder und im Jahr 1607 wurde Venjan eine eigene Kirchengemeinde (församling). Die Bevölkerungsdichte in der Siedlung erreichte um das Jahr 1920 einen Höchststand (ca. 2000 Einwohner). Im Jahr 2020 waren es ca. 600 Einwohner.

## Phonologie

### Vokale
| Vokale im Venjansmål (mit Schreibung) |             |         |        |
|                                       | vorne       | zentral | hinten |
| geschlossen                           | i           | ʉ ⟨u⟩   | u ⟨o⟩  |
| halbgeschlossen                       | e           |         |        |
| halboffen                             | ɛ ⟨ä⟩ œ ⟨ö⟩ |         | ɔ ⟨å⟩  |
| offen                                 |             |         | ɑ ⟨a⟩  |

Venjansmål hat acht Monophthonge, die entweder kurz oder lang ausgesprochen werden: ⟨a e i o u å ä ö⟩. Darüber hinaus gibt es die zwei Diphthonge ⟨åj⟩ und ⟨äj⟩.
Der ältere Vokal /y/ ist mit /i/ zusammengefallen: liffta (schwed. lyfta) ’erheben’, dindja (schwed. dynga) ’Dünger’. Die gleiche Veränderung ist auch im Orsamål und einigen anderen Varietäten des Moramål geschehen.

### Konsonanten
| Konsonanten im Venjansål |          |             |          |           |         |       |         |
|                          | bilabial | labiodental | alveolar | retroflex | palatal | velar | glottal |
| Plosive                  | p b      |             | t d      |           |         | k ɡ   |         |
| Nasale                   | m        |             | n        |           |         | ŋ     |         |
| Tremulanten              |          |             | r        |           |         |       |         |
| Frikative                |          | f (v)       | s        |           |         |       | h       |
| Affrikate                |          |             | tɕ dʑ    |           |         |       |         |
| Approximanten            | w        |             |          |           | j       |       |         |
| Laterale                 |          |             | l        | (ɽ)       |         |       |         |

Das kurze /l/ wird am Silbenende und in Konsonantenclustern [ɽ] ausgesprochen (tjockt l), z. B. fugäl ‚Vogel‘ [ˈfʉːgɛɽ] und ölg ’Elch’ [œɽg]. /w/ wird nach Vokalen meist [v] ausgesprochen, z. B. ostiwör ‚ostwärts‘ [ˈuːstˌiːvœr].
/s/ wird weiter hinten und stärker apikal artikuliert als im Schwedischen und klingt daher stumpfer. Die Kombination /sl/ wird hingegen fast als [hl] ausgesprochen, z. B. sluken ‚erlöschen‘ [ˈhlʉːken], slättja ‚löschen, ausmachen‘ [ˈhlɛtːɕɑ].

#### Historische Entwicklung
Im Gegensatz zu den anderen Ovansiljanmål ist /h/ im Venjanmål nicht weggefallen: håjs ‚Haus‘, håmmår ‚Hammer‘. In einigen wenigen Wörtern ist sogar ein nicht-etymologisches /h/ entstanden: hannlit ‚Wange‘, hårrka ‚vermögen, schaffen‘.
Eine andere Bensonderheit gegenüber den anderen Ovansiljanmål ist, dass /l/ vor anderen Konsonanten erhalten geblieben ist, z. B. jölp(a) (schwed. hjälpa) ‚helfen‘ och fållk (schwed. folk) ‚Leute, Volk‘. Dahingegen ist /r/ größtenteils weggefallen innerhalb von Konsonantenclustern: gad (schw. gård) ‚(Bauern-)Hof, swatt (schwed. svart ‚schwarz‘, fåsst (schwed. först) ‚zuerst‘, stjänna (schwed. stjärna) ‚Stern‘.
Die Konsonanten /g/ und /k/ wurden vor bestimmten Vokalen zu /tɕ/ und /dʑ/ palatalisiert. Deshalb heißt es z. B. djet (schwed, get) ‚Ziege‘ und tjissta (schwed. kista) ‚Sarg, Truhe‘. Dies passiert selbst vor einigen Endungen, sodass hok zu hotjen (schwed. höken) ‚Habicht‘ wird und wägg zu wäddja (schwed. väggen) ‚die Wand‘.
Wenn /k/ innerhalb von /sk/ palatisiert wird, bleibt das einleitende /s/ erhalten: stjinn (schwed. skinn) ‚Haut, Leder‘ [stɕinː], stjed (schwed. sked) ‚Löffel‘ [stɕeːd].

#### Variation
Es gibt einige deutliche Unterschiede in der Aussprache zwischen den verschiedenen Dörfern in Venjan, obwohl sie zusammengewachsen sind. Levander gibt als Beispiel an, dass die schwedischen Wörter lie ‚Sense‘ und ljus ‚Licht‘ in Knås als ljå bzw. ljos, in Stutt als liå bzw. los und in Västbygge als jå bzw. jos ausgesprochen werden.
Am Wortende und in vielen Endungen können die Vokale variieren: schwed. rödast ‚am rotesten‘ ist z. B. rodäst in Knås, rodöst in Stutt und rodest in Västbygge. Die Plural Dativ Endung -um kommt auch als -äm und -öm und kabb(ö) ‚(Hau)-Klotz‘ steht auch als kabb(ä) in Wennbergs Wörterbuch.

## Grammatik

### Morphologie

#### Substantive
Venjansmål unterscheidet genau wie Altschwedisch zwischen drei Genus: Maskulinum, Femininum und Neutrum. Substantive werden in Numerus (Singular/Plural), Kasus (Nominativ/Dativ) und Definitheit (nur im Nominativ) dekliniert. 
| Die gewöhnlichsten Substantivendungen |        |             |             |           |           |
|                                       |        | Singular    | Singular    | Plural    | Plural    |
|                                       | Genus  | indef.      | def.        | indef.    | def.      |
| Nom.                                  | Mask.  | —           | -(e)n       | -är       | -är       |
| Nom.                                  | Fem.   | —           | -ä, -a, -en | -är/ör    | -är/ör    |
| Nom.                                  | Neutr. | —           | -Ø          | -Ø        | -ä        |
| Dat.                                  | Mask.  | -em/äm, -am | -em/äm, -am | -um/äm/öm | -um/äm/öm |
| Dat.                                  | Fem.   | -än/ön      | -än/ön      | -um/äm/öm | -um/äm/öm |
| Dat.                                  | Neutr. | -ä/e        | -ä/e        | -um/äm/öm | -um/äm/öm |

| Bsp. Maskulinum: kabb(ö) ‚(Hau)-Klotz‘ |          |          |        |
|                                        | Singular | Singular | Plural |
| indef.                                 | def.     |          |        |
| Nominativ                              | kabbö    | kabbön   | kabbär |
| Dativ                                  | kabbam   | kabbam   | kabbum |

#### Adjektive
Die Formen im Maskulinum und Femininum unterscheiden sich nicht, sondern sind beide z. B. grann (schwed. vacker) ‚schön, hübsch‘, während die Neutrumsform grannt und die Pluralform grannä ist. Die Endungen im Komparativ und Superlativ sind -är/ör bzw. -est/äst/öst.

#### Pronomen
|          |           | Personalpronomina |             |            |            |
|          |           | Subjektform       | Subjektform | Objektform | Objektform |
| Person   | Schw.     | Ven.              | Schw.       | Ven.       |            |
| Singular | 1. Person | jag               | i           | mig        | mi, me     |
| Singular | 2. Person | du                | du          | dig        | di, de     |
| Singular | 3. Person | han               | an          | honom      | an         |
| Singular | 3. Person | hon               | å           | henne      | ännä, ännö |
| Singular | 3. Person | det               | ä           | det        | ä          |
| Plural   | 1. Person | vi                | wur         | oss        | wåss       |
| Plural   | 2. Person | ni                | ir, er      | er         | ir, er     |
| Plural   | 3. Person | de                | dåm         | dem        | dåm        |

| Demonstrativpronomina |        |                    |                         |             |                  |  |
|                       |        | nahe               | nahe                    | entfernt    | entfernt         |  |
| Genus                 | Schw.  | Ven.               | Schw.                   | Ven.        |                  |  |
| Singular              | Mask.  | han/den här, denna | isn                     | han/den där | danan            |  |
| Singular              | Fem.   | hon/den här, denna | isu, isö                | hon/den där | don, doran/dodan |  |
| Singular              | Neutr. | det här, detta     | ita                     | det där     | äran/ädan        |  |
| Plural                | alle   | de här, dessa      | isär (nom.) isum (dat.) | de där      | dåmman           |  |

Die Demonstrativpronomina können sowohl mit als auch ohne das Wort, auf das sich bezogen wird, angewendet werden.

### Syntax

#### Besitzkonstruktionen
Besitz kann periphrastisch mit der Präposition a (schwed. åt) ‚zu‘ ausgedrückt werden:
äran        ä         wa     kelindjä  a   Alfred
das dort  das     war    die Frau  zu  Alfred
... das dort, das war Alfreds Frau

#### Negationen
Bei Inversion steht die Negation (ä)nt ‚nicht‘ für gewöhnlich vor der dem Subjekt.
då      kund      änt       an       tjör          iwör
da      konnte   nicht     man    fahren    rüber
... da konnte man nicht  rüberfahren (Vanån)
Diese Satzgliedfolge konnte in einer Untersuchung basierend auf einer Akzeptabilitätsbefragung mit zwei Informanten aus Venjan bestätigt werden:
I dag     a     ‘nt         å       nå         tidär.
Heute   hat   nicht     sie     welche  Zeit
Heute hat sie keine Zeit.
In der Untersuchung war im Zusammenhang mit der Negation (i)nt/(ä)nt nur die Satzgliedstellung Subjekt-Negation möglich. Dies gilt allerdings nicht für andere Satzadverbiale. 
*I dag    a        å       int         å             tidär.
Heute    hat     die    nicht    welche     Zeiten.
Heute hat sie keine Zeit.